# Венуто, Том
Том Вену́то (Tom Venuto) — нутриционист, тренер и бодибилдер; пропагандист здорового образа жизни, развенчиватель мифов в области фитнеса; директор «Empire Fitness Clubs» в Нью-Йорке, президент консультационной компании по вопросам фитнеса и питания «Fitness Renaissance»; автор несколько книг по проблемам диетологии.

## Книги
Одна из наиболее известных книг Тома Венуто: «Burn the Fat Feed the Muscle», — в переводе «сожги жир, питай мышцы». Теория, выдвинутая Томом, укладывается в несколько постулатов:
1. Потреблять меньше калорий, чем тратится.
2. Найти эффективное соотношение белков, жиров и углеводов.
3. Питаться 4-5 раз в день, хотя бы приблизительно в одно и тоже время.
4. В каждый приём пищи должен быть включён нежирный белок.
5. В каждый приём пищи должны быть включены «правильные углеводы», но категорически исключён из рациона рафинированный сахар (во всех его видах).
6. Потреблять «правильные жиры».
7. Пить много воды.
8. Есть натуральную, не переработанную пищу.